# Stephan Schneider (Politiker)
Stephan Schneider (* 29. August 1878 in Oslip; † 2. Dezember 1952 ebenda) war ein österreichischer Landwirt und Politiker (SDAP).  und Abgeordneter zum Burgenländischen Landtag.

## Leben
Schneider wurde als Sohn des Landwirts Thomas Schneider aus Oslip geboren und wuchs in einer burgenlandkroatischen Familie auf. Er besuchte die Volksschule und war als Landwirt in Oslip bzw. Landarbeiter tätig.
Schneider war verheiratet.

## Politik
Schneider engagierte sich in der Sozialdemokratischen Arbeiterpartei und wurde am 15. Juli 1922 als Abgeordneter zum Burgenländischen Landtag angelobt. Er vertrat die Sozialdemokratische Arbeiterpartei bis zum 13. November 1923 im Landtag.